# Buenas noches, América
Buenas noches, América es un programa de radio estadounidense que se transmite por la Voz de América. Es presentado por el locutor Alexis Zúñiga Alemán. Se emite todos los días (excepto los martes) a las 0130 UTC, y se puede escuchar en onda corta, Internet y en emisoras afiliadas.

## Contenido
Buenas noches, América es un magacín en donde se presentan las noticias más relevantes del día, tanto de los Estados Unidos como del resto del mundo. Se presentan también varias cápsulas informativas que tratan temas específicos, como La mujer en el mundo, El mundo de las computadoras, Ciencia y tecnología, etc.

## Buenas noches, América - Fin de semana
Buenas noches, América - Fin de semana es la versión de Buenas noches, América que se emite los días sábados y domingos. En estos días, el resumen de noticias se deja de lado para ser sustituido por música ligera, avances de los programas Música Country y Vibraciones en jazz, y cápsulas informativas, haciendo que el programa sea más "liviano" que durante los días de semana. Cabe destacar que el programa sabatino es ocupado en su mayor parte por el Club de oyentes, un espacio en donde se leen cartas escritas por la audiencia.